# Palaeoloxodon
Palaeoloxodon es un género extinto de mamífero proboscídeo de la familia Elephantidae, que incluía a varias especies con defensas rectas. Los restos de las especies de este género se han encontrado principalmente en Alemania, Chipre, Japón, Sicilia (Italia), Malta y en Inglaterra. El hallazgo inglés, realizado en 2006 en el noroeste de Kent, fue datado en cerca de 400,000 años antes del presente, perteneciendo a un único adulto; asociadas con este había herramientas paleolíticas de carnicería en piedra del tipo usado por la especie Homo heidelbergensis.

## Taxonomía
Palaeoloxodon ha sido generalmente considerado como un subgénero de Elephas (al que pertenece el actual elefante asiático), pero se revaluó como un género independiente desde 2007. Estaba en todo caso más cercanamente relacionado con el elefante asiático, comparado a la relación de este último con las dos especies modernas de elefantes africanos del género Loxodonta. Palaeoloxodon es conocido informalmente como el "elefante de colmillos rectos" debido a la forma de los colmillos en la especie Palaeoloxodon antiquus.
En 2018 un estudio del ADN de P. antiquus reveló que es un pariente más próximo a L. cyclotis que éste a L. africana, lo que invalidaría el género Loxodonta tal como lo conocemos.
Lista de especies:
- Palaeoloxodon antiquus (Europa, Medio Oriente, Asia oriental), era algo mayor que el actual elefante africano.
- Palaeoloxodon chaniensis (Creta), especie enana.
- Palaeoloxodon creutzburgi (Creta), especie enana.
- Palaeoloxodon cypriotes (Chipre), una especie enana.
- Palaeoloxodon ekorensis (Etiopía)
- Palaeoloxodon falconeri (Sicilia y Malta), una especie enana.
- Palaeoloxodon mnaidriensis (Sicilia), una especie enana.
- Palaeoloxodon melitensis (Malta)
- Palaeoloxodon namadicus (Asia), el mayor proboscidio conocido
- Palaeoloxodon naumanni (sur del Japón), especie enana y posible subespecie de E. namadicus
- Palaeoloxodon recki (África oriental), la más antigua especie del género (4.0 - 0.6 millones de años) y una de las mayores.[4]

## Extinción
Los últimos Palaeoloxodon en el continente europeo se extinguieron hace 30,000 años. La especie japonesa posiblemente sobrevivió un poco más. Las últimas especies vivas del género fueron las formas insulares del Mediterráneo, las cuales desaparecieron hace aproximadamente 3,000 años - posiblemente debido a la acción de los cazadores humanos y los depredadores introducidos.
Se ha afirmado que una población de Palaeoloxodon de especie indeterminada sobrevivió en el norte de China hasta hace 3,000 años. Li Ji y colaboradores del Instituto de Ciencias Geográficas e Investigación de Recursos Naturales de Pekín afirmaron que los dientes del área que anteriormente se consideraban pertenecientes a elefantes asiáticos son en realidad de Palaeoloxodon. Ellos también afirmaron que las vasijas de bronce rituales que representan elefantes con trompas con dos "dedos" en sus extremos deben corresponder a Palaeoloxodon (el cual es conocido exclusivamente por sus huesos; como eran exactamente sus trompas es desconocido) dado que los elefantes asiáticos solo tienen uno de estos "dedos". Los expertos en elefantes fósiles Victoria Herridge y Adrian Lister expresaron su desacuerdo con esta conclusión, estableciendo que las supuestas características diagnósticas dentales son en realidad efectos producidos por el contraste en imágenes de poca resolución de las figuras usadas en el artículo científico, las cuales no son evidentes en las fotografías de más alta calidad. Dado el desconocimiento de la anatomía de los tejidos blandos de Palaeoloxodon, y que las representaciones en bronce de animales mostradas en el estudio de Li Ji y colaboradores son sumamente estilizadas, el argumento de que estas representan a una especie extinta no parece viable. Por tanto seguramente estas representan elefantes asiáticos como se ha asumido tradicionalmente.